# Ibrahim Sabra
Ibrahim Mohammad Abdallah Sabra (Amman, 1º febbraio 2006) è un calciatore giordano, attaccante dell'Al-Wehdat e della nazionale giordana.

## Caratteristiche tecniche
È un centravanti dotato di grande velocità nello scatto.

## Carriera

### Club
È cresciuto nel settore giovanile dell'Al-Wehdat ed è stato promosso in prima squadra nel dicembre del 2022. Nel maggio del 2023 ha firmato il suo primo contratto professionistico.

### Nazionale
Ha giocato nelle nazionali giovanili giordane Under-19, Under-20 ed Under-23.
Il 27 agosto 2024 ha debuttato con la nazionale maggiore giordana nell'amichevole pareggiata 0-0 contro la Corea del Nord.

## Statistiche

### Cronologia presenze e reti in nazionale
| Cronologia completa delle presenze e delle reti in nazionale ― Giordania | Cronologia completa delle presenze e delle reti in nazionale ― Giordania | Cronologia completa delle presenze e delle reti in nazionale ― Giordania | Cronologia completa delle presenze e delle reti in nazionale ― Giordania | Cronologia completa delle presenze e delle reti in nazionale ― Giordania | Cronologia completa delle presenze e delle reti in nazionale ― Giordania | Cronologia completa delle presenze e delle reti in nazionale ― Giordania | Cronologia completa delle presenze e delle reti in nazionale ― Giordania |
| Data                                                                     | Città                                                                    | In casa                                                                  | Risultato                                                                | Ospiti                                                                   | Competizione                                                             | Reti                                                                     | Note                                                                     |
| ------------------------------------------------------------------------ | ------------------------------------------------------------------------ | ------------------------------------------------------------------------ | ------------------------------------------------------------------------ | ------------------------------------------------------------------------ | ------------------------------------------------------------------------ | ------------------------------------------------------------------------ | ------------------------------------------------------------------------ |
| 27-8-2024                                                                | Amman                                                                    | Giordania                                                                | 0 – 0                                                                    | Corea del Nord                                                           | Amichevole                                                               | -                                                                        | Uscita                                                                   |
| 29-8-2024                                                                | Amman                                                                    | Giordania                                                                | 2 – 1                                                                    | Corea del Nord                                                           | Amichevole                                                               | -                                                                        | Uscita                                                                   |
| 15-10-2024                                                               | Amman                                                                    | Giordania                                                                | 4 – 0                                                                    | Oman                                                                     | Qual. Mondiali 2026                                                      | -                                                                        | 81’                                                                      |
| 20-3-2025                                                                | Amman                                                                    | Giordania                                                                | 3 – 1                                                                    | Palestina                                                                | Qual. Mondiali 2026                                                      | -                                                                        | 73’                                                                      |
| Totale                                                                   |                                                                          | Presenze                                                                 | 4                                                                        |                                                                          | Reti                                                                     | 0                                                                        |                                                                          |

## Palmarès

### Club

#### Competizioni nazionali
- Coppa di Giordania: 2

Al-Wehdat: 2023-2024, 2024-2025
- Supercoppa di Giordania: 1

Al-Wehdat: 2023